# Теорія представлень
Тео́рія предста́влень (також тео́рія зобра́жень) груп  (англ. representation theory) — це розділ математики, що вивчає абстрактні алгебраїчні структури, представляючи їх елементи як лінійні відображення векторних просторів, і вивчає модулі над цими абстрактними алгебраїчними структурами. По суті, представлення робить абстрактний алгебраїчний об'єкт більш конкретним, описуючи його елементи за допомогою матриць і алгебраїчних операцій у термінах додавання матриць та множення матриць. До алгебраїчних об'єктів до яких було застосоване подібне описання відносяться групи, асоціативні алгебри та алгебри Лі. Найвидатнішими з них (і історично першими) є представлення теорії груп, в якій елементи групи представлені невиродженими матрицями таким чином, що операцією групи є множення матриць.
Залежно від представленої групи розрізняють розділи теорії представлень:
- Скінченні групи — див. Теорія представлень скінченних груп[en].
- Топологічні групи — деякі побудови для представлень скінченних груп можна узагальнити й для нескінченних груп. Для локально компактних топологічних груп це можна зробити за допомогою міри Хаара. На результуючій теорії багато в чому ґрунтується гармонічний аналіз, а також сучасний виклад загальної теорії Фур'є.
- Групи Лі — багато груп Лі є компактними. Відповідно до них можна застосувати теорію представлень компактних груп. Див Теорія представлень груп Лі[en].

### Українською
- Юрій Дрозд. Вступ до теорії зображень [Архівовано 16 листопада 2021 у Wayback Machine.]. Інститут математики НАН України, [без року]. — 67 с.
- Нессонов М. І. [Архівовано 16 листопада 2021 у Wayback Machine.] Основи теорії зображень [Архівовано 16 листопада 2021 у Wayback Machine.] (силлабус). Фізико-технічний інститут низьких температур імені Б. І. Вєркіна НАН України, 2020. — 9 с.
- Пилипів В. М. Теорія представлень груп та її застосування (навчальний посібник). — Івано-Франківськ: ВДВ ЦІТ Прикарпатського національного університету імені Василя Стефаника, 2008. - 156с.

### Іншими мовами
- Fulton, William; Harris, Joe (1991), Representation theory. A first course, Graduate Texts in Mathematics, Readings in Mathematics, 129, New York: Springer-Verlag, MR1153249, ISBN 978-0-387-97527-6, ISBN 978-0-387-97495-8.
- Alperin, J. L. (1986), Local Representation Theory: Modular Representations as an Introduction to the Local Representation Theory of Finite Groups, Cambridge University Press, ISBN 978-0-521-44926-7.
- Bargmann, V. (1947), «Irreducible unitary representations of the Lorenz group», Annals of Mathematics 48 (3): 568—640, doi:10.2307/1969129, JSTOR 1969129.
- Borel, Armand (2001), Essays in the History of Lie Groups and Algebraic Groups, American Mathematical Society, ISBN 978-0-8218-0288-5.